# Alberto Fabra
Alberto Fabra Part (Castellón de la Plana, 6 de abril de 1964) es un político español del Partido Popular, que fue presidente de la Generalidad Valenciana desde 2011, cuando fue propuesto tras la dimisión de Francisco Camps, hasta 2015, años durante los que fue también presidente del Partido Popular de la Comunidad Valenciana. Actualmente es diputado por Castellón en el Congreso de los Diputados.

## Biografía

### Formación
Alberto Fabra estudió en el colegio público Herrero y en el instituto Francisco Ribalta de Castellón de la Plana. En 1987 se licenció en Arquitectura técnica por la Universidad Politécnica de Valencia.

### Concejal en el Ayuntamiento de Castellón
En 1982 se afilió a las Nuevas Generaciones de Alianza Popular, partido liderado entonces por Manuel Fraga, llegando a ser presidente local y provincial de esta organización. Fue elegido concejal en las elecciones municipales de 1991. 
Su primer cargo en el gobierno municipal fue el de concejal de Juventud y Medio Ambiente. En 1993, asume la concejalía de Obras y Servicios Públicos. Tras las elecciones municipales de 1999, es nombrado concejal de Urbanismo. Entre 1999 y 2005, fue primer teniente de alcalde, concejal de Urbanismo y Obras y portavoz del equipo municipal de gobierno. En 2003 estuvo imputado por presuntos delitos de prevaricación, tráfico de influencias y falsificación de documento público.

### Alcalde de Castellón
En 2005 fue elegido alcalde de Castellón tras la dimisión de José Luis Gimeno, manteniéndose en su cargo tras las elecciones municipales de 2007 y las de 2011, gracias a la mayoría absoluta conseguida por su partido.

### Diputado en las Cortes Valencianas
En las elecciones autonómicas de 2007 fue elegido diputado en las Cortes Valencianas, revalidando el cargo también en las de 2011.

### Presidente del PPCV y de la Comunidad Valenciana

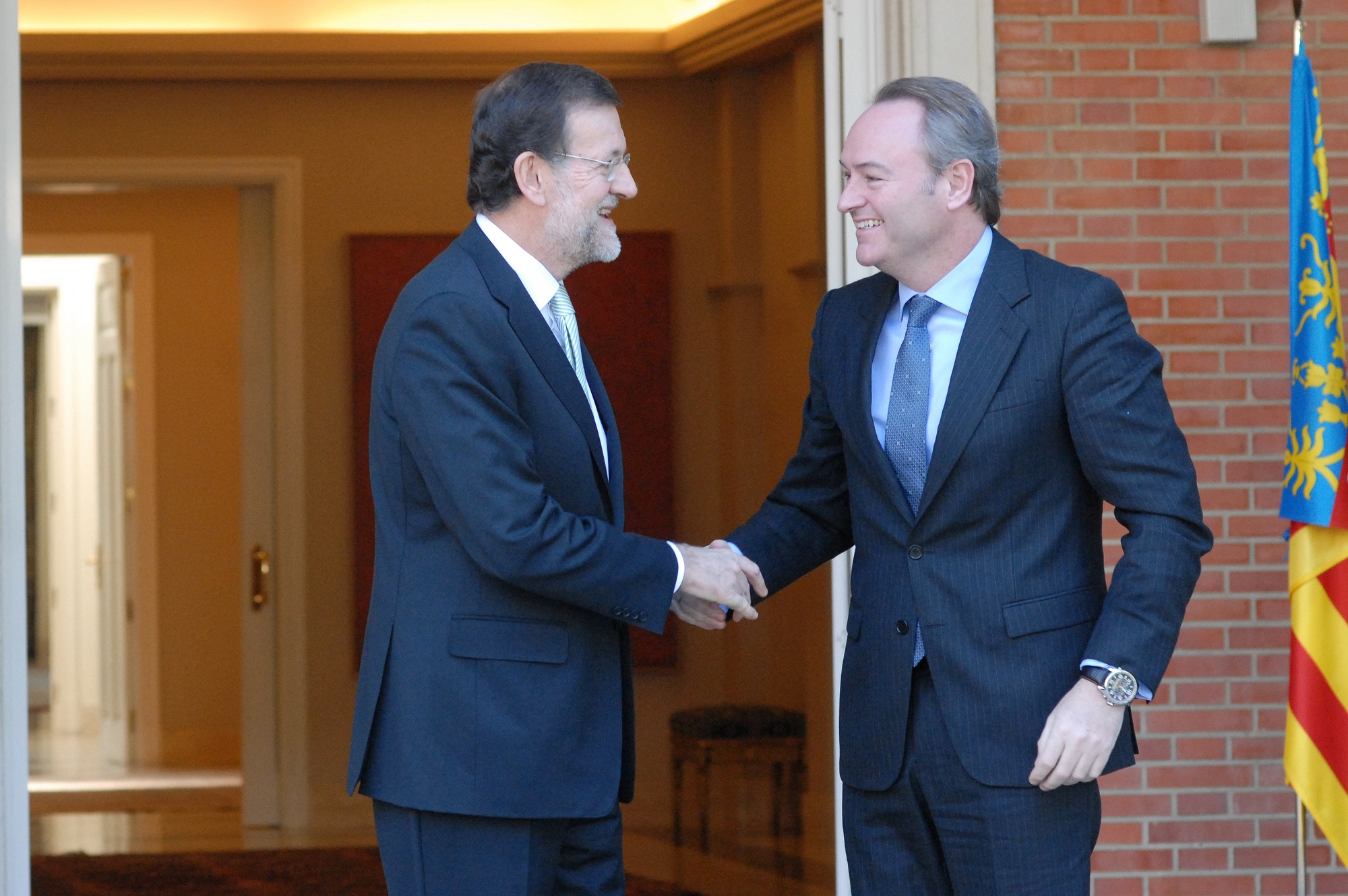
El presidente del Gobierno de España, Mariano Rajoy, recibiendo en el Palacio de la Moncloa al presidente de la Comunidad Valenciana, Albert Fabra.

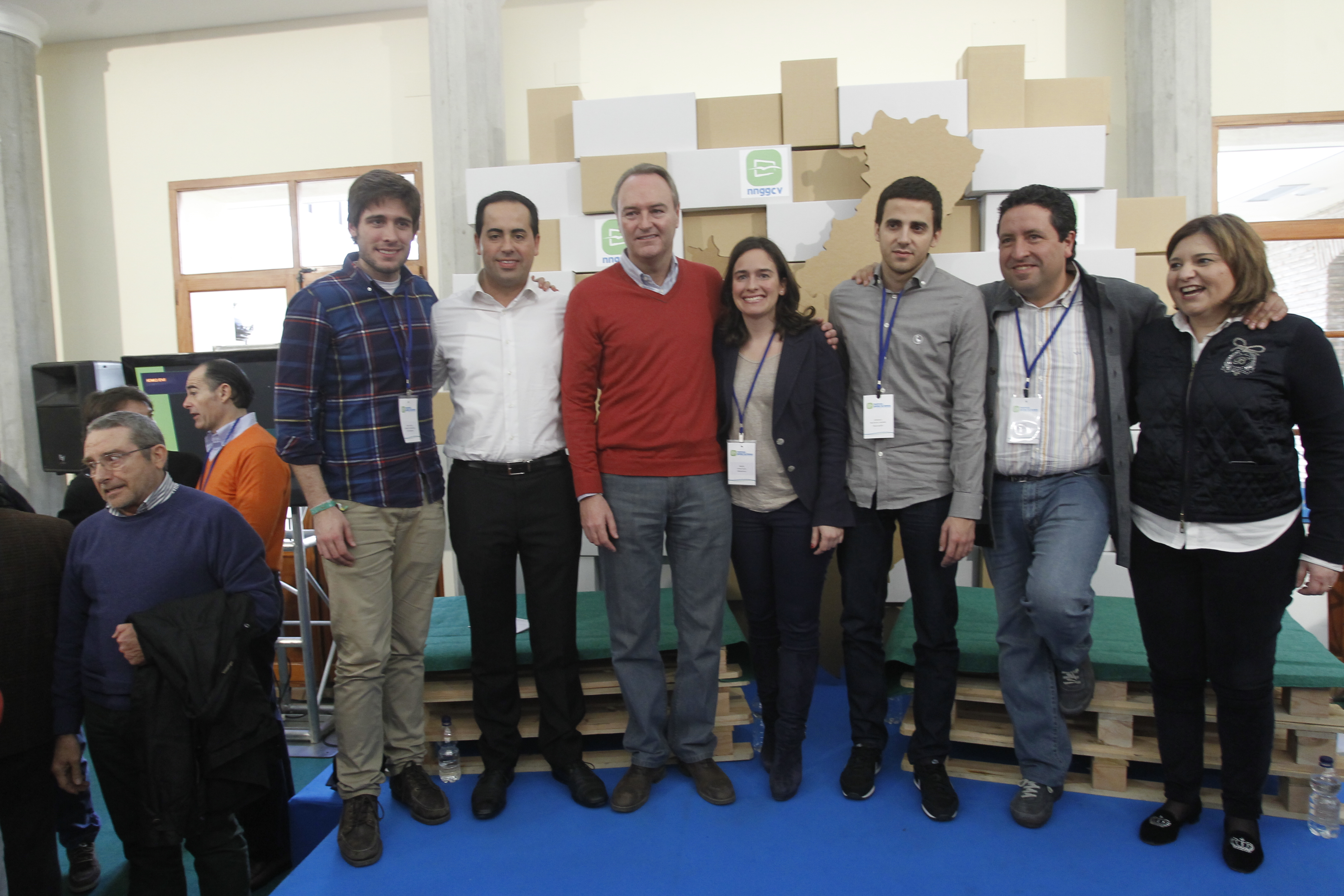
Alberto Fabra en la clausura de la convención regional de NNGG de la comunidad valenciana

En noviembre de 2009 Alberto Fabra fue nombrado coordinador general del Partido Popular de la Comunidad Valenciana, un cargo de nueva creación que se enmarcaba en el proceso de renovación de las estructuras internas como consecuencia del escándalo de corrupción política conocido como caso Gürtel. El 20 de julio de 2011 se anunció que sería elegido presidente de la Generalidad Valenciana tras la dimisión de Francisco Camps. Asimismo tomó el relevo de Francisco Camps al frente de la presidencia del Partido Popular de la Comunidad Valenciana el mismo día 20 de julio. El 29 de julio tomó posesión oficial de su cargo con su investidura, como presidente de la Generalidad Valenciana.
Debido a los resultados del PP en las elecciones a las Cortes Valencianas de 2015 —aunque siguió siendo el partido más votado perdió la mayoría absoluta y no pudo gobernar. Alberto Fabra anunció el 26 de mayo de 2015 que no se presentaría a la reelección como presidente del Partido Popular de la Comunidad Valenciana.
El 27 de junio de 2015 cesó oficialmente como presidente del Consejo de Gobierno de la Generalidad Valenciana y fue sucedido por Ximo Puig, del Partido Socialista de la Comunidad Valenciana.
El 25 de julio anunció que presentaría su dimisión como presidente del Partido Popular de la Comunidad Valenciana la próxima semana en la reunión del Comité Ejecutivo Regional y de la Junta Directiva Regional. El 28 de julio comunicó su renuncia y fue elegida su sucesora, tomando el relevo en la Presidencia del Partido Popular de la Comunidad Valenciana y de portavoz en las Cortes, Isabel Bonig, exconsejera de Infraestructuras, Territorio y Medio Ambiente de la Generalidad Valenciana y hasta su elección, coordinadora general del partido.
Tras su paso por la presidencia, fue designado por las Cortes como Senador en su representación. Después fue elegido Diputado por Castellón en las elecciones generales de julio de 2023, cargo que ejerce actualmente.

## Vida privada
Estuvo casado con Cristina Fortanet Gómez, de la cual se encuentra divorciado desde el año 2014 y tiene dos hijos. Se casó con Silvia Jato el 11 de abril de 2021. Aunque comparten apellido, Alberto no es familiar del expresidente de la Diputación Provincial de Castellón, Carlos Fabra, según él mismo ha negado en diversas ocasiones. No obstante, según el Diccionario biográfico de políticos valencianos 1810-2005 (editado por la Diputación de Valencia y la UNED-Valencia) sí que sería primo suyo.

## Cargos desempeñados
- Concejal del Ayuntamiento de Castellón (1993-2011).
- Concejal de Juventud y Medio Ambiente de Castellón (1991-1993).
- Concejal de Obras Públicas de Castellón (1993-1999).
- Teniente de alcalde y concejal de Urbanismo de Castellón (1999-2005).
- Alcalde de Castellón (2005-2011)
- Diputado por Castellón en las Cortes Valencianas (2007-2015).
- Presidente del PP de la Comunidad Valenciana (2011-2015).
- Presidente de la Generalidad Valenciana (2011-2015).
- Portavoz del Grupo Popular en las Cortes Valencianas (2015)
- Senador designado por las Cortes Valencianas (2015-2023)
- Diputado por Castellón en el Congreso de los Diputados (desde 2023)